# 勒皮祖
勒皮祖（法語：Le Pizou，法語發音：[lə pizu]）是法国多尔多涅省的一个市镇，位于该省西部，属于佩里格区。

## 地理
勒皮祖（45°1'30"N, 0°3'44"E）面积17.02 平方千米，位于法国新阿基坦大区多爾多涅省，该省份为法国西南部内陆省份，是法國本土面积第三大的省，大致对应佩里戈尔地区，北起顺时针与夏朗德省、上维埃纳省、科雷兹省、洛特省、洛特-加龙省、吉倫特省和滨海夏朗德省接壤。
与勒皮祖接壤的市镇（或旧市镇、城区）包括：埃居朗德和加尔德德伊、梅内斯普莱、蒙蓬-梅内斯泰罗勒、穆兰讷夫、伊勒河畔圣安托万。

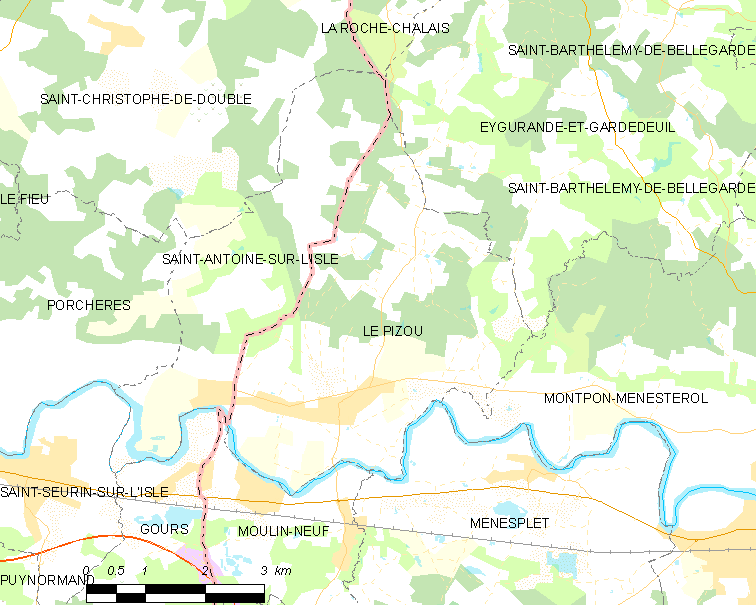
勒皮祖的OSM定位图

勒皮祖的时区为UTC+01:00、UTC+02:00（夏令时）。

## 行政
勒皮祖的邮政编码为24700，INSEE市镇编码为24329。

## 政治
勒皮祖所属的省级选区为蒙蓬-梅内斯泰罗勒县。

## 人口

1962-2008年间勒皮祖人口变化图示

勒皮祖于2022年1月1日时的人口数量为1416人。